# مشاركات المنتخبات الوطنية في كأس آسيا
هذه قائمة بعدد مشاركات المنتخبات في البطولة:
| 15 مرة - إيران - كوريا الجنوبية 13 مرات - الصين 11 مرات - قطر - الإمارات العربية المتحدة - السعودية 10 مرات - الكويت - العراق - اليابان | 8 مرات - تايلاند - أوزبكستان 7 مرات - سوريا - البحرين 5 مرات - كوريا الشمالية - أستراليا - الأردن - عمان - الهند - إندونيسيا - فيتنام 4 مرات - إسرائيل - ماليزيا - هونغ كونغ 3 مرات - لبنان - فلسطين مرتان - اليمن - تايوان - تركمانستان - قرغيزستان مرة واحدة - ميانمار - سنغافورة - كمبوديا - بنغلاديش - الفلبين - طاجيكستان |

## وصلات خارجية
- الموقع الرسمي